# En corps
En corps is een Frans-Belgische komische dramafilm uit 2022, geregisseerd door Cédric Klapisch, naar een scenario van Klapisch en Santiago Amigorena.

## Verhaal
Élise is een getalenteerde 26-jarige balletdanseres. Na een ernstige enkelblessure tijdens een voorstelling krijgt ze te horen dat ze haar kunst misschien nooit meer zal kunnen beoefenen. Na die vreselijke schok probeert ze er weer bovenop te komen. Ze heeft verschillende ontmoetingen, tussen Parijs en Bretagne, met name met de leden van een hedendaagse dansgroep, geleid door Hofesh Shechter.

## Rolverdeling
| Acteur          | Personage     |
| --------------- | ------------- |
| Marion Barbeau  | Élise Gautier |
| Hofesh Shechter | Hofesh        |
| Denis Podalydès | Henri Gautier |
| Muriel Robin    | Josiane       |
| Pio Marmaï      | Loïc          |
| François Civil  | Yann          |
| Souheila Yacoub | Sabrina       |
| Mehdi Baki      | Mehdi         |
| François Civil  | Yann          |

## Productie
De opnames begonnen op 21 december 2020 in Parijs en duurde negen weken. De opnames vonden ook plaats in Bretagne en Morbihan.

## Release
De film ging in première op 31 januari 2022 in Paris Cinéma Club.